# Une fille perdue
Ne pas confondre avec le film américain de 1946 Une fille perdue.
Une fille perdue (titre original : A Wicked Woman) est une nouvelle américaine de Jack London publiée aux États-Unis en 1906.

## Historique
La nouvelle est publiée initialement dans le magazine littéraire The Smart Set en novembre 1906, avant d'être reprise dans le recueil When God Laughs and Other Stories en janvier 1911.

## Éditions

### Éditions en anglais
- A Wicked Woman, dans The Smart Set, magazine littéraire, novembre 1906.
- A Wicked Woman, dans le recueil When God Laughs and Other Stories, un volume chez  The Macmillan Co, New York, janvier 1911.

### Traductions en français
- Une fille perdue, traduit par Louis Postif, in En rire ou en pleurer ?, recueil, 10/18, 1975.
- Une fille perdue, traduit par Louis Postif, revu et complété par Frédéric Klein, in Quand Dieu ricane, recueil, Phébus, 2005.

## Sources
- (en) Jack London's Works by Date of Composition
- http://www.jack-london.fr/bibliographie